# David Kabua
David Kabua (* 1951) je maršálský politik a od roku 2020 prezident Marshallových ostrovů. Je synem prvního prezidenta Marshallových ostrovů Amaty Kabua.

## Životopis
Po maturitě na Trukských ostrovech studoval na Havajské Univerzitě a poté se vrátil zpátky domů a stal učitelem. V roce 1996 byl jmenován generálním ředitelem Úřadu pro rozvoj Marshallových ostrovů, jako úředník ministerstva zdrojů a rozvoje.
V roce 2008 se dostal do politiky a byl zvolen do národního parlamentu, aby zastupoval atol Wotha. V roce 2012 byl jmenován ministrem zdravotnictví prezidentem a v roce 2014 ministrem vnitra. V roce 2016 byl novou prezidentkou Hildou Heineovou jmenován asistentem ministra prezidenta. Dne 6. ledna 2020 byl parlamentem zvolen za prezidenta Marshallových ostrovů, kdy získal 20 hlasů a Hilda Heineová 12 hlasů. Do úřadu prezidenta nastoupil 13. ledna 2020.